# Clitoria
Genre
Clitoria est un genre de plantes à fleurs de la famille des Fabaceae.

## Description
Les espèces possèdent des fleurs papilionacées.

## Liste d'espèces
Selon NCBI (8 févr. 2012) :
- Clitoria ternatea

Selon ITIS (8 févr. 2012) :
- Clitoria fairchildiana R.A. Howard
- Clitoria falcata Lam.
- Clitoria fragrans Small
- Clitoria heterophylla Lam.
- Clitoria laurifolia Poir.
- Clitoria mariana L.
- Clitoria ternatea L.